# Manuel Sanchís (Fußballspieler, 1938)
Manuel Sanchís Martínez (* 26. März 1938 in Alberique; † 28. Oktober 2017 in Madrid) war ein spanischer Fußballspieler.
Zwischen 1964 und 1971 spielte er für Real Madrid. 1966 gelang ihm mit seiner Mannschaft der Gewinn des Europapokals.
Er spielte insgesamt elfmal für die spanische Fußballnationalmannschaft und nahm an der Fußball-Weltmeisterschaft 1966 in England teil.
Sein Sohn Manolo Sanchís (* 1965) spielte ebenfalls für Real Madrid.

## Titel
- Spanischer Meister (4): 1964/65, 1966/67, 1967/68, 1968/69
- Spanischer Pokalsieger: 1970
- Europapokal der Landesmeister: 1965/66

| Personendaten    | Personendaten                                 |
| ---------------- | --------------------------------------------- |
| NAME             | Sanchís, Manuel                               |
| ALTERNATIVNAMEN  | Sanchís Martínez, Manuel (vollständiger Name) |
| KURZBESCHREIBUNG | spanischer Fußballspieler                     |
| GEBURTSDATUM     | 26. März 1938                                 |
| GEBURTSORT       | Alberique, Spanien                            |
| STERBEDATUM      | 28. Oktober 2017                              |
| STERBEORT        | Madrid, Spanien                               |